# 不二村
不二村（ふじむら）は、愛知県東春日井郡にかつてあった村である。
現在の春日井市の一部（出川町・不二町・白山町など）に該当する。

## 歴史
- 1889年（明治22年）10月1日 - 庄名村、神明村、松本村、出川村、白山村が合併し、不二村が発足。
- 1906年（明治39年）7月16日 - 玉川村、及び雛五村の一部[1]合併し、高蔵寺村が発足。同日不二村は廃止。